# Leningrad DS Yubileiniy
Leningrad v Dvorets Sporta Yubileiniy (en ruso: 'Ленинград в ДС Юбилейный') Es el cuarto DVD de la banda de ska punk ruso de San Petersburgo Leningrad.

## Descripción
Contiene material de un concierto realizado en el Club DS Ubileinii en San Petersburgo el 18 de marzo de 2008 para presentar su último álbum de estudio Avrora.
Es un concierto de despedida editado para conmemorar la disolución de la banda. Contiene un total de 38 pistas en vivo y dura aproximadamente dos horas.

## Listado de temas
1. "Hello, Moscow!"
2. "Музыка для мужика" - Muzika dlya muzhika
3. "И так далее" - I tak dalee
4. "Паганини" - Paganini
5. "Когда Net денег" - Kogda net deneg
6. "Группа крови" - Gruppa krovi
7. "Пидарасы" - Pidarasi
8. "Дача" - Dacha
9. "Cвободa" - Svoboda
10. "WWW"
11. "Распиздяй" - Raspizdiay
12. "День рождения" - Den rozhdeniya
13. "Зина" - Zina
14. "Терминатор" - Terminator
15. "Мамба" - Mamba
16. "Ремонт" - Remont
17. "Пару баб" - Paru bab
18. "Хуйня" - Huinya
19. "Хуй хуй хуй" - Huy huy huy
20. "Звезда рок-н-ролла" - Zvezda rok-n-rolla
21. "Менеджер" - Menedzher
22. "Алкоголик" - Alkogolik
23. "Дикий мужчина" - Dikiy Muzhchina
24. "Полный пиздец" - Polniy Pizdets
25. "Мне бы в небо" - Mne bi v nebo
26. "комон эврибади" - Komo evrybadi
27. "прогноз погоды" - Prognoz pogodi
28. "007"
29. "Всё это рейв" - Vcyo eto reiv
30. "кислотный DJ" - Kislotniy Dj
31. "Шоу-бизнесс" - Show bisness
32. "Без тебя" - Bez tebya
33. "Новый год" - Noviy god
34. "Дороги" - Dorogi
35. "А на даче" - A na dache
36. "Гитара" - gitara
37. "Бабцы" - Bantsi
38. "Хуй хуй хуй (на бис)" - Huy huy huy (no bis)